# Flaskegas
Flaskegas er den populære betegnelse for en blanding af kulbrinterne propan og butan, der under tryk kan opbevares i gasflasker som en klar væske. Internationalt anvendes betegnelsen liquefied petroleum gas eller LPG. Gasflasker, eller trykflasker, er beholdere af metal eller plast som er modstandsdygtige overfor højt indre tryk. Flaskegas har mange anvendelsesformål i husholdninger: madlavning, opvarmning, ukrudtssvidning, håndværksopgaver, osv.
Trykket i trykflasken til flaskegas er 10-16 bar (højtryk) og reduceres ved den på flasken monterede regulator til lavtryk, omkring 30 mbar (millibar), som normalt er det gastryk, de tilhørende gasapparater er konstrueret til.
Nogle gasapparater er konstrueret til at fungere ved det direkte tryk fra gasflaske med butan eller gasdåse, hvor trykket normalt er cirka 3 bar.
Trykflasker, som anvendes til byggeri, industri og laboratorier kan have et langt højere tryk, hvilket gør dem uanvendelige (hvis ikke ligefrem farlige) til apparater i en almindelig husholdning.
Flaskegas er af sikkerhedsmæssige grunde tilsat et kraftigt lugtstof, "gaslugten", så forbrugeren har mulighed for hurtigt at konstatere eventuelle utætheder på installationen.